# バイブリー
バイブリー（英語: Bibury）はイギリスのグロスターシャーの村であり、行政教区である。バイベリー、ビベリーなどと表記されることもある。この村があるコッツウォルズ地方を水源とするテムズ川の支流であるコルン川の両岸にある。村の中心はサイレンセスターの6.5マイル (10.5 km)北東である。アーリントン・ロウはイギリスすべてのパスポートカバーの内側に描かれている全国的に有名な建築の保護地域である。コッツウォルズ地方の伝統的な田舎の村やティーハウス、多くの細かい彫刻が施され保存された建造物を訪れることが旅行者のメインの目的である。そのため、ブリュッセルにあるミニヨーロッパの国の主要な6つの場所の1つになっている。

## 歴史

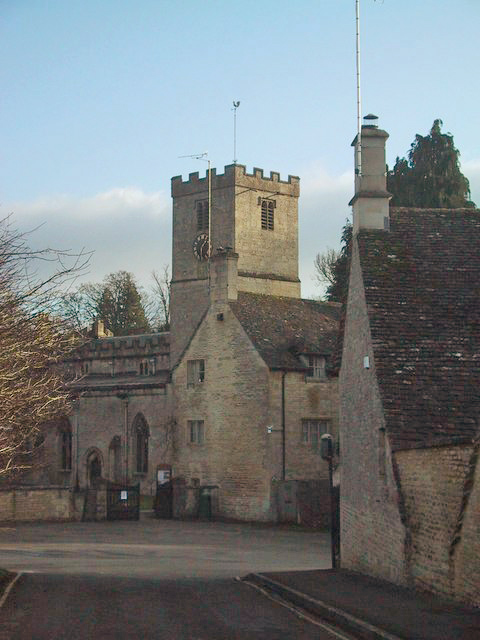
バイブリーの聖メアリ教会

1086年、ウィリアム1世の統治下における調査が記録された『ドゥームズデイ・ブック』において、土地は"Becheberie"と名付けられ、バイブリーの田園と教会はウースターの聖母マリア小修道院によって所有されていた。1130年にオックスフォードの近くのオズニー修道院へ譲られたと記録されている。オズニー修道院は1540年の修道院解散まで所有していた。
イギリス国教会教区聖メアリー教会はのちに手が加わった後期サクソン様式であり、グレードI（指定登録建築物）の3つの伝統的な建築種別の最上位である。主材料はふぞろいな石（丸石）とスレートの屋根と石灰岩の破片を用いた切石積みである。北と南の通路を持つ身廊、南玄関、北西の塔と内陣、塔、アーチ形の戸口で形成されている。南の壁に古代の教会法上に基づく日時計がある。1130年から16世紀の間のイギリス宗教改革まで、オックスフォードのオズニー修道院特別教会だった。村の小学校は教会に近接していて、1850年代に建てられた。アーリントンバプティスト教会はアーリントン（西）側にあり、1740年代から礼拝集会が行われている。
1883年にジョージ・ウィッツはバイブリーにあるローマのヴィラの発見について以下のように詳しく話した。「1880年にサイレンセスターの約6マイル北東のバイブリーの教区でローマのヴィラを偶然発見した。ローマの陶器、コイン、モザイク式の歩道の遺物が発見されたが、まだ何の調査も行われていないため、建造物の記述は行われていない。」（ジョージ・ウィッツ、1883年）。アーリントンの橋のバイブリー側、小さい曲がりくねった川の下流の地域がヴィラがあった場所を占める。東の土手にあるバイブリー村の中心部は約40の家や店で成り立ち、そのうちの2つが一流ホテルである。

## 観光名所

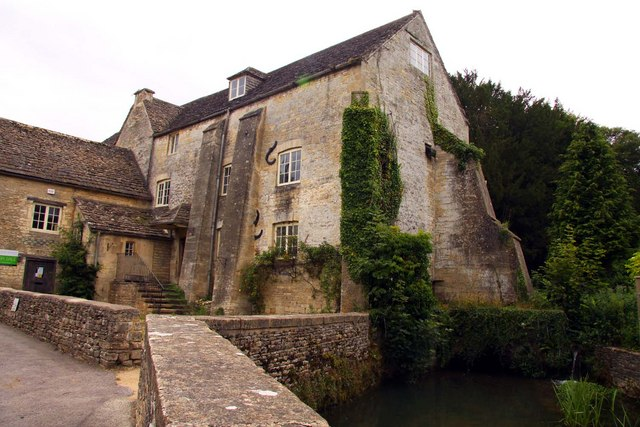
2009年 バイブリーのアーリントン・ミル

19世紀、アーツ・アンド・クラフツ運動の立役者であったウィリアム・モリスはバイブリーを訪れた際に村を「イギリスで最も美しい村」と呼んだ。
村は、急勾配に調節された屋根を持つはちみつ色の17世紀の石造りのコテージとして知られており、その建物はかつて近くのアーリントン・ミルで縮絨するための布を供給する織工が住んでいた。バーンズリー・ハウスにかわる以前の1980年代までその建物は時代物の布のコレクションを所蔵するアーリントン・ミル美術館を収容していた。ミルは現在私有の住宅である。
アーリントン・ロウで羊毛を洗った後につるして乾かした場所は「ラック・アイル（掛け島）」として知られている。現在、湿地牧野や湿地は季節的に洪水したり、三辺から来る水によって囲まれている。そこはそれぞれ水を好む植物とマガモ、オオバンやライチョウを含む鳥にとって重要な生息地であり、ナショナルトラストの野鳥指定地でもある。
1971年に昭和天皇がヨーロッパ旅行中に村に滞在していたことからバイブリーは特に日本人観光客がよく訪れると考えられている。
バイブリーの中で最も大きな建物であるバイブリー・コートは、ジェームズ1世の時代の建築様式で1633年に建てられた。この建物はグレードI（指定登録建築物）に指定された建造物であり、最近までホテルだった。ホテルは完全閉店し、その後は決まっていない。現在バイブリー唯一のホテルである「スワンホテル」はコルン川の見晴らしのきく位置にある。
以前、シャーバーン卿ジェイムズ・ダットンが住んでいたが、2008年にシプトン・ミル有機小麦粉のジョン・リスターによって購入された。村には教会とバイブリー裁判所の近くである北西と反対方向の主道路の下流にテニスコートがある。ポトリッカー・レーンにあるアブリントン・マナーは1590年に建てられ、グレードI（指定登録建築物）に指定された建造物でもある。

### アーリントン・ロウ
ピクチャレスクなアーリントン・ロウにあるコテージ群は1380年に修道院の羊毛貯蔵所として建てられた。この建物は17世紀に職工のために一連のコテージに改装された。ここで作られた織物はアーリントン・ミルに送られた。アーリントン・ロウは人気の観光名所であり、おそらく最も写真に撮れているコッツウォルズの景色の一つで、ロイヤル・カレッジ・オブ・アートによって保存されている。映画やテレビのロケ地として使用され、なかでも『スターダスト』や『ブリジット・ジョーンズの日記』の映画で使われた。 

## 地理

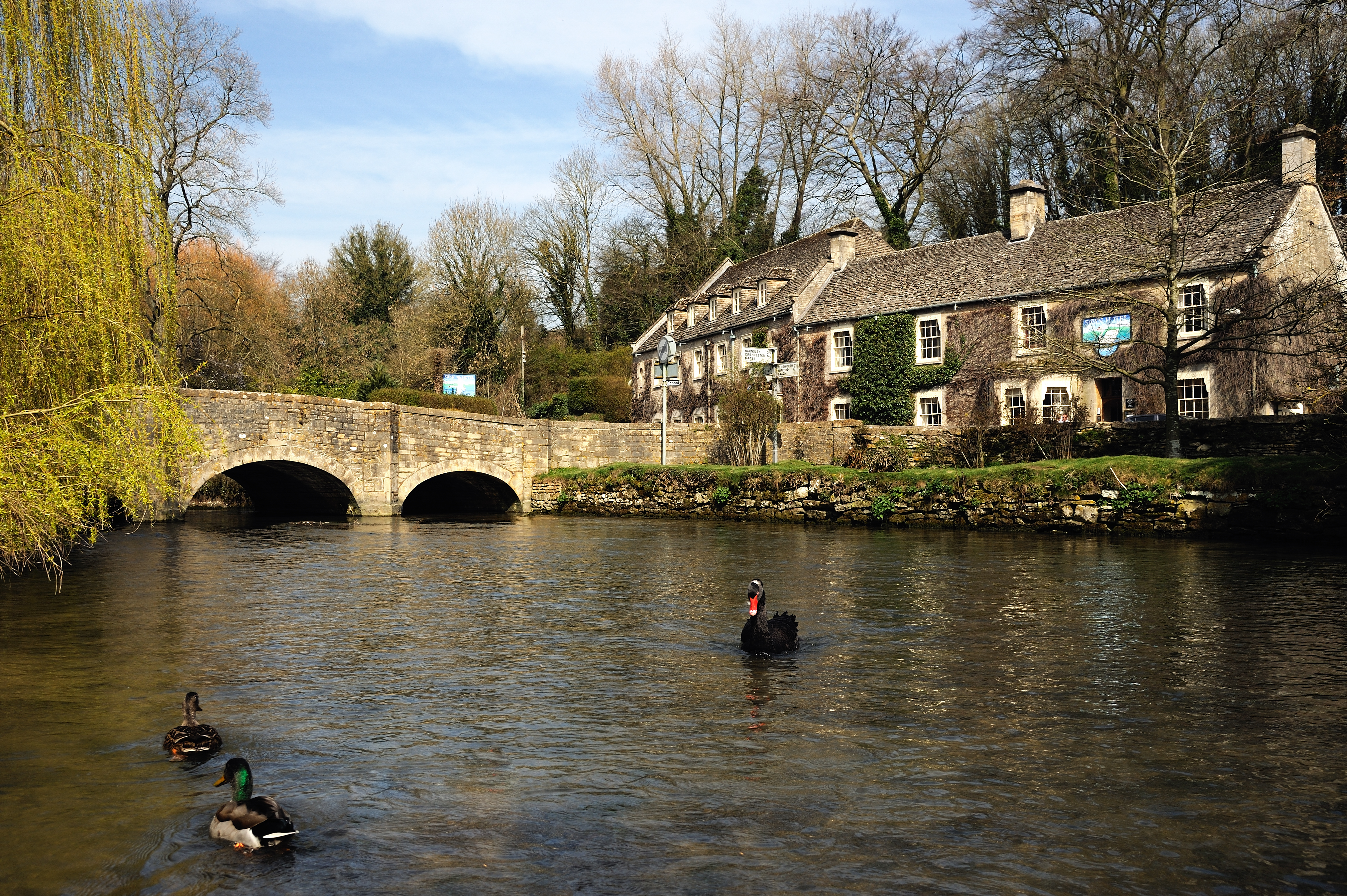
バイブリーのスワンホテルからのコルン川の眺め

テムズ川の支流のコルン川は南東に向かってテムズ川盆地のかなり急な谷を流れる。アーリントンを含むバイブリーの中間部を通っている。
教区はほぼ長方形であり、遠くへゆるやかに起伏し、高く、北へ広がる。教区には上流の谷にある中心から離れた集落のアブリントンも含まれる。村から300メートルの所にバイブリー農場があり、平均海面高度150メートルの地点は北部の大部分と類似した高台である。さらに遠い土地をさかのぼる前に、古代ローマの街道であるエイクマンストリートに沿って南部は周辺の最大高度の141メートルになる。北東と南西のバイブリーの境界線の間の谷底は高度基準108メートルから98メートルに広がっている。
バイブリー水源地に加えコルン川は、地元に生息しているブラウントラウトを地元の川や小川へ放つため、有名なナチュラリストであるアーサー・セヴァーンが1920年に設立したバイブリーマス養殖場に水を供給している。孵化場は毎年最高600万個のマスの卵を生産している。3つの中世の散居村にはたくさんの草地が散在するが、車道とはつながっていない。歩道橋は両側 （アーリントンとバイブリー） とあらゆる方向の歩道を結ぶ。標高は村の場所により大きく異なり、1マイル先の丘の断崖には緩やかな坂がある。

## 文化
世界で最初の競馬会であるバイブリー・クラブは1681年に結成された。バイブリークラブはソールズベリーやストックブリッジで競馬を主催したほか、20世紀初頭まで村のマカロニ・ダウンズの丘でも競馬を開催していた。

## アニメ『きんいろモザイク』との関係
『きんいろモザイク』に登場する「アリス・カータレット（アリス）」の生家のモデルとなった場所はこのバイブリーと公式に認定されている。また、同作のアニメ版にて監督を務めた田中基樹は後に当地に由来する社名を持つバイブリーアニメーションスタジオを設立している。

## 著名住居者
2000年に法廷弁護士であり裁判官であるダニエル・ブレナンはブレナン卿とされ、バイブリーは彼の出身地として称号につく土地である。